# Адријана Баковић
Адријана Баковић (Осијек, 24. октобар 1990) хрватска је поп, рок и фанк певачица и научница која је постала популарна 2010. године након учешћа у шоуу Хрватска тражи звијезду.

## Биографија
Рођена је у Осијеку, где и данас живи.

### Образовање и музичка каријера
Завршила је школу за биологију и клавир (магистрица биологије и наставница клавира); уз основношколско образовање, завршила је и основну у средњу музичку школу Фрање Кухача у Осијеку (смер клавириста, у класи проф. Сандре Микуландре-Тутавац). Пише песме и изводи их.
Музиком се бави од малих ногу. Солистичке наступе имала је већ са 8 година, на концертима, фестивалима и манифестацијама. Постала је позната након учешћа у РТЛ-овом музичком такмичењу Хрватска тражи звијезду (2010); у финалу је освојила 7. место. Наступила је у финалу рубрике емисије Добро јутро, Хрватска — Здравко Шљивац представља, где је освојила 2. место (2013). С хором Извор и оркестром Алана Бјелинског наступила је на ВИП-овом божићном концерту у ХНК-у Загреб, те на гала концерту „Божић у Цибони” уз пратњу Здравка Шљивца (за ХРТ). Компонује, пише и изводи и духовне песме (шансоне); била је на фестивалима хришћанске музике Ускрсфест (Уточиште вјечно, 2009; за ову песму је и написала музику и победила) и Бонофест у Вуковару. Извођач је те аутор музике и аранжмана химне Сусрета хрватске католичке младежи под насловом „Крист наша нада” (Вуковар, 2017). Од осталих наступа значајни су они с пожешким Биг бендом у гостовању Шљивчеве рубрике, с Великим бендом ХРТ-а, Џез вечери. Појавила се и у ТВ емисији Волим Хрватску као такмичарка (2017). У каријери, која је почела и пре 2010. године, наступала је на бројним фестивалима, како соло тако и у групама.
Први званични сингл објавила је за издавачку кућу Кроација рекордс, под називом Не могу пребољети (2017). Аутор музике и текста ове поп-фанк нумере био је Зоран Мишолонгин; аранжман и продукција: Жељко Николин. Песму Љубав је моја цеста ведрог стила објавила је на Јутјубу 1. фебруара 2019. године.

## Дискографија

### Синглови
- Не могу пребољети (2017)
- Заборави (2018)
- Прави пут [лајв]
- Све је требало
- Смијем се (2018)
- Љубав је моја цеста (2019)

## Фестивали
- Крапина, 2010 — Нове попевке лајв
- Бонофест, Вуковар, 2013
- Бонофест, Вуковар, 2014 — Загрљени небом
- Бонофест, Вуковар, 2015 — Богу на славу
- Бонофест, Вуковар, 2016 — Милосрђе твоје пјевам
- CMC фествиал, Водице, 2018 — Заборави